# Лас Вегас (Њу Мексико)
Лас Вегас (енгл. Las Vegas) град је у америчкој савезној држави Њу Мексико.

## Демографија
По попису из 2010. године број становника је 13.753, што је 812 (-5,6%) становника мање него 2000. године.
| Група             | 2000.          | 2010.          |
| Белци             | 1.962 (13,5%)  | 2.051 (14,9%)  |
| Афроамериканци    | 144 (1,0%)     | 265 (1,9%)     |
| Азијати           | 89 (0,6%)      | 130 (0,9%)     |
| Хиспаноамериканци | 12.080 (82,9%) | 11.069 (80,5%) |
| Укупно            | 14.565         | 13.753         |